# Springfield Township (comté de Cottonwood, Minnesota)
Pour les articles homonymes, voir Springfield Township.
Springfield Township est un township du comté de Cottonwood, dans le Minnesota, aux États-Unis.